# Histogenèse

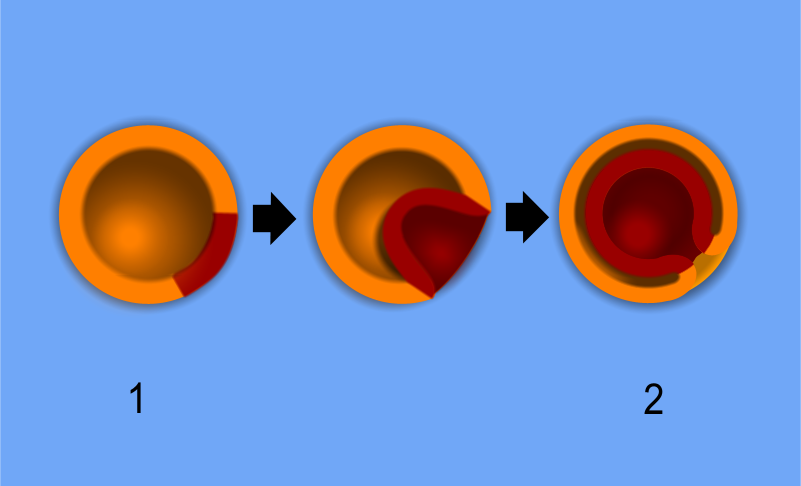
Schéma de la gastrulation.

L’histogenèse est la science du développement des tissus à partir d'un embryon ayant des cellules non différenciées. Elle est concomitante à l'organogénèse (développement des organes). Elle comprend une morphogénèse externe (apparition des membres, délatéralisation des ébauches oculaires...) et interne (certains tissus donnent spécifiquement certains organes : le mésoblaste intra-embryonnaire intermédiaire donnant par exemple le cordon néphrogène, c'est-à-dire les trois paires de reins).